# Акулова Гора
Акулова Гора — деревня в Алёховщинском сельском поселении Лодейнопольского района Ленинградской области.

## История
С 1850-х по 1920-е годы в деревне Акулова Гора располагалось имение «Имоченицы» тайного советника Д. В. Поленова — отца художника Василия Поленова. Василий Поленов создал здесь более 30 произведений, многие из которых посвящены усадьбе и окрестностям: «Усадьба в Имоченицах», «Имоченицы зимой», «Река Оять», «Горелый лес», «Северная изба», «Бабушкин сад», «Ванька с Акуловой Горы», «Золотая осень», «Заросший пруд». В имении гостили художники Илья Репин, Иван Шишкин, Николай Рерих.

ОКУЛОВА ГОРА (ОКУЛОВЩИНА) — деревня близ реки Ояти, при ключах, число дворов — 16, число жителей: 39 м. п., 47 ж. п. (1879 год)

ОКУЛОВА ГОРА — деревня на реке Ояти, население крестьянское: домов — 25, семей — 23, мужчин — 75, женщин — 89, всего — 164; некрестьянское: нет; лошадей — 27, коров — 46, прочего — 58; школа. (1905 год)

В конце XIX — начале XX века деревня административно относилась к Заостровской волости 1-го стана Лодейнопольского уезда Олонецкой губернии.
С 1917 по 1922 год деревня входила в состав Имоченского сельсовета Заостровской волости Лодейнопольского уезда Олонецкой губернии.
С 1922 года в составе Ленинградской губернии.
С августа 1927 года в составе Лодейнопольского района.
В 1928 году население деревни составляло 114 человек..
Согласно карте Ленинградской области Северо-западного аэрогеодезического треста ГГУ издания 1932 года деревня насчитывала 18 крестьянских дворов.
По данным 1933 года деревня Акулова Гора входила в состав Имоченского сельсовета Лодейнопольского района.

Деревня Акулова Гора на карте РККА 1940 года

По данным 1966, 1973 и 1990 годов деревня Акулова Гора также входила в состав Имоченского сельсовета.
В 1997 году в деревне Акулова Гора Имоченской волости проживали 14 человек, в 2002 году — 10 человек (все русские).
В 2007 году в деревне Акулова Гора Алёховщинского СП проживали 8 человек, в 2010 году — 3, в 2014 году — 5 человек.

## География
Деревня расположена в западной части района на правом берегу реки Оять на автодороге 41К-134 (Люговичи — Яровщина).
Расстояние до административного центра поселения — 21 км.
Расстояние до железнодорожной станции Лодейное Поле — 33 км.

## Демография
| 1879 | 1905 | 1928 | 1997 | 2007 | 2010 | 2014 |
| ---- | ---- | ---- | ---- | ---- | ---- | ---- |
| 86   | ↗164 | ↘114 | ↘14  | ↘8   | ↘3   | ↗5   |
| 2015 | 2016 | 2017 |      |      |      |      |
| →5   | ↗7   | ↘6   |      |      |      |      |

Национальный состав
Согласно данным Всероссийской переписи населения 2021 года в деревне проживали 18 человек, из них русские — 16, башкиры — 1, мордва — 1 человек.

## Инфраструктура
На 1 января 2014 года в деревне было зарегистрировано: хозяйств — 5, частных жилых домов — 38
На 1 января 2015 года в деревне зарегистрировано: хозяйств — 5, жителей — 5.

## Достопримечательности
- Церковь Василия Великого, деревянная, действующая, постройки 2004 года. Архитекторы А. Трусов и Ю. Грецкий. Храм построен на месте, где находилось имение «Имоченицы», принадлежавшее великому русскому художнику Василию Дмитриевичу Поленову, в котором он жил с 1855 по 1881 годы[25].
- Часовня Тихвинской иконы Божией Матери, деревянная, 2004 года постройки. Действующая[26].

## Улицы
Акулова Гора, Кузома, Фермерское хозяйство.